# Wereldkampioenschap handbal mannen 1938
Het 1ste Wereldkampioenschap Handbal Mannen vond plaats op 5 en 6 februari 1938. Het toernooi werd gespeeld in Duitsland en de deelname bestond slechts uit vier nationale teams. Deze teams speelden tegen elkaar in een poule, waarna de eindstand werd opgemaakt.

## Uitslagen
| Team 1     | Score   | Team 2     |
| ---------- | ------- | ---------- |
| Duitsland  | 11 - 03 | Denemarken |
| Zweden     | 02 - 01 | Denemarken |
| Duitsland  | 07 - 02 | Zweden     |
| Oostenrijk | 05 - 04 | Zweden     |
| Duitsland  | 05 - 04 | Oostenrijk |
| Oostenrijk | 07 - 02 | Denemarken |

## Eindklassement
| Pos | Club       | Gs | W | G | V | Dv | Dt | Ds  | Pnt | Opmerking      |
| --- | ---------- | -- | - | - | - | -- | -- | --- | --- | -------------- |
| 1.  | Duitsland  | 3  | 3 | 0 | 0 | 23 | 9  | +14 | 6   | Wereldkampioen |
| 2.  | Oostenrijk | 3  | 2 | 0 | 1 | 16 | 11 | +5  | 4   | 2e plaats      |
| 3.  | Zweden     | 3  | 1 | 0 | 2 | 8  | 13 | −5  | 2   | 3e plaats      |
| 4.  | Denemarken | 3  | 0 | 0 | 3 | 6  | 20 | −14 | 0   | 4e plaats      |